# Mortlocks
Die Mortlocks sind eine der fünf Inselregionen des Bundesstaates Chuuk der Föderierten Staaten von Mikronesien. Sie gehören zum Archipel der Karolinen im zentralen Pazifischen Ozean. Vom Chuuk-Atoll aus erstrecken sie sich in südöstlicher Richtung. Die Gemeinden der Inselregion wurden statistisch gegliedert in die Unterregionen Upper Mortlocks, Mid Mortlocks und Lower Mortlocks. In neueren Veröffentlichungen ist diese Gliederung nicht mehr üblich. Für eine geographische Gruppierung der Atolle (und der Einzelinsel Nama) wird gelegentlich nur zwischen Upper Mortlocks (Nama, Losap, Namoluk) und Lower Mortlocks (entspricht den Mortlock Islands) unterschieden.
Die Inselregion weist eine aggregierte Landfläche von 11,911 km² auf (nach anderen Angaben 12,72 km²). Zur Volkszählung 2010 lebten 5677 Einwohner auf den Atollen und Einzelinseln.
Die Atolle der Gruppe wurden erstmals 1795 von dem englischen Kapitän James Mortlock gesichtet, der sich mit dem Handelsschiff Young William auf der Heimreise von Australien nach England befand.
Die geographische Inselgruppe Mortlock Islands (Nomoi Islands) besteht aus den drei Atollen im Südwesten der Inselregion, Satawan, Etal und Lukunor.

## Atolle
Folgende Atolle und Einzelinseln gehören zur Region der Mortlocks:
| Atoll (Insel) | Land- fläche km² | Lagune km² | Gesamt- fläche km² | Bevölkerung 2010 | Inseln | Unter- region | Gemeinden               |
| ------------- | ---------------- | ---------- | ------------------ | ---------------- | ------ | ------------- | ----------------------- |
| Etal          | 1,893            | 16,193     | >20                | 672              | 20     | Mid           | Ettal                   |
| Losap         | 1,025            | 27,394     | 40                 | 506              | 10     | Upper         | Losap, Piis-Emwar       |
| Lukunor       | 2,822            | 55,027     | 67                 | 1248             | 18     | Lower         | Lekinioch, Oneop        |
| Nama          | 0,748            | -          | 0,748              | 676              | 1      | Upper         | Nema                    |
| Namoluk       | 0,834            | 7,697      | 13                 | 355              | 5      | Mid           | Namoluk                 |
| Satawan       | 4,589            | 382,087    | 419                | 2220             | 65     | Mid Lower     | Moch, Kuttu Satowan, Ta |
| Mortlocks     | 11,911           | 488,399    | 560                | 5677             | 119    | Mortlocks     | 11                      |

## Gemeinden
| Gemeinde (municipality) | Land- fläche | Bevölkerung 2010 | Unter- region | Atoll/ Insel     |
| ----------------------- | ------------ | ---------------- | ------------- | ---------------- |
| Ettal                   | 1,89         | 672              | Mid           | Etal             |
| Kuttu                   | 0,28         | 323              | Mid           | Satowan          |
| Lekinioch               | 2,62         | 848              | Lower         | Lukunor          |
| Losap                   | 0,85         | 248              | Upper         | Losap            |
| Moch                    | 0,28         | 932              | Mid           | Satowan          |
| Namoluk                 | 0,83         | 355              | Mid           | Namoluk          |
| Nema                    | 0,75         | 676              | Upper         | Nama             |
| Oneop                   | 0,47         | 400              | Lower         | Lukunor          |
| Piis-Emwar              | 0,18         | 258              | Upper         | Losap            |
| Satowan                 | 3,00         | 692              | Lower         | Satowan          |
| Ta                      | 1,55         | 273              | Lower         | Satowan          |
| Mortlocks               | 12,72        | 5677             | Mortlocks     | 6 Atolle/ Inseln |